# 柴楨市
柴楨市位于柬埔寨東南部，是柴楨省的首府。2008年人口大約有23,956人。這裡在越南阮朝史料中被稱為綏臘、吹腊。